# Laurel Run (Pensilvania)
Laurel Run es un borough ubicado en el condado de Luzerne en el estado estadounidense de Pensilvania. En el año 2000 tenía una población de 723 habitantes y una densidad poblacional de 541 personas por km².

## Geografía
Laurel Run se encuentra ubicado en las coordenadas 41°13′2″N 75°50′29″O / 41.21722, -75.84139.

## Demografía
Según la Oficina del Censo en 2000 los ingresos medios por hogar en la localidad eran de $35,781 y los ingresos medios por familia eran $40,455. Los hombres tenían unos ingresos medios de $28,611 frente a los $24,500 para las mujeres. La renta per cápita para la localidad era de $17,066. Alrededor del 8.5% de la población estaba por debajo del umbral de pobreza.